# Lucas Pellas
Lucas Pellas (* 28. August 1995 in Stockholm) ist ein schwedischer Handballspieler. Er spielt für den französischen Verein Montpellier Handball und ist Mitglied der schwedischen Nationalmannschaft.

## Karriere
Pellas begann das Handballspielen bei BK Söder. Im Jahr 2004 wechselte der Außenspieler zu Hammarby IF. Nachdem Pellas zwischen 2016 und 2020 bei LUGI HF unter Vertrag gestanden hatte, schloss er sich dem französischen Erstligisten Montpellier Handball an. Im Februar 2025 zog er sich einen Achillessehnenriss zu. Mit Montpellier gewann er 2025 die Coupe de France.
Pellas gab am 20. Juni 2019 sein Debüt für die schwedische Nationalmannschaft. Bei der Weltmeisterschaft 2021 gewann er mit dem schwedischen Team die Silbermedaille. Mit Schweden nahm er an den Olympischen Spielen in Tokio teil. Bei der Europameisterschaft 2022 rückte er nach einer COVID-19-Infektion erst zum Halbfinale in den Kader. Dort warf er sieben Tore. Beim Sieg über Spanien im Endspiel blieb er ohne Torerfolg. Beim Gewinn der Bronzemedaille bei der Europameisterschaft 2024 bestritt er alle neun Spiele und warf 25 Tore. Bei der Weltmeisterschaft 2025 warf er neun Tore in sechs Spielen und belegte mit dem Team den 14. Platz.

## Erfolge
Mit der Nationalmannschaft
- Silbermedaille Weltmeisterschaft 2021
- Europameister 2022
- Bronzemedaille Europameisterschaft 2024

Auszeichnungen
- All-Star-Team der Handbollsligan 2018/19 und 2019/20
- Årets Komet im schwedischen Handball 2020